# Langues indigènes du Brésil

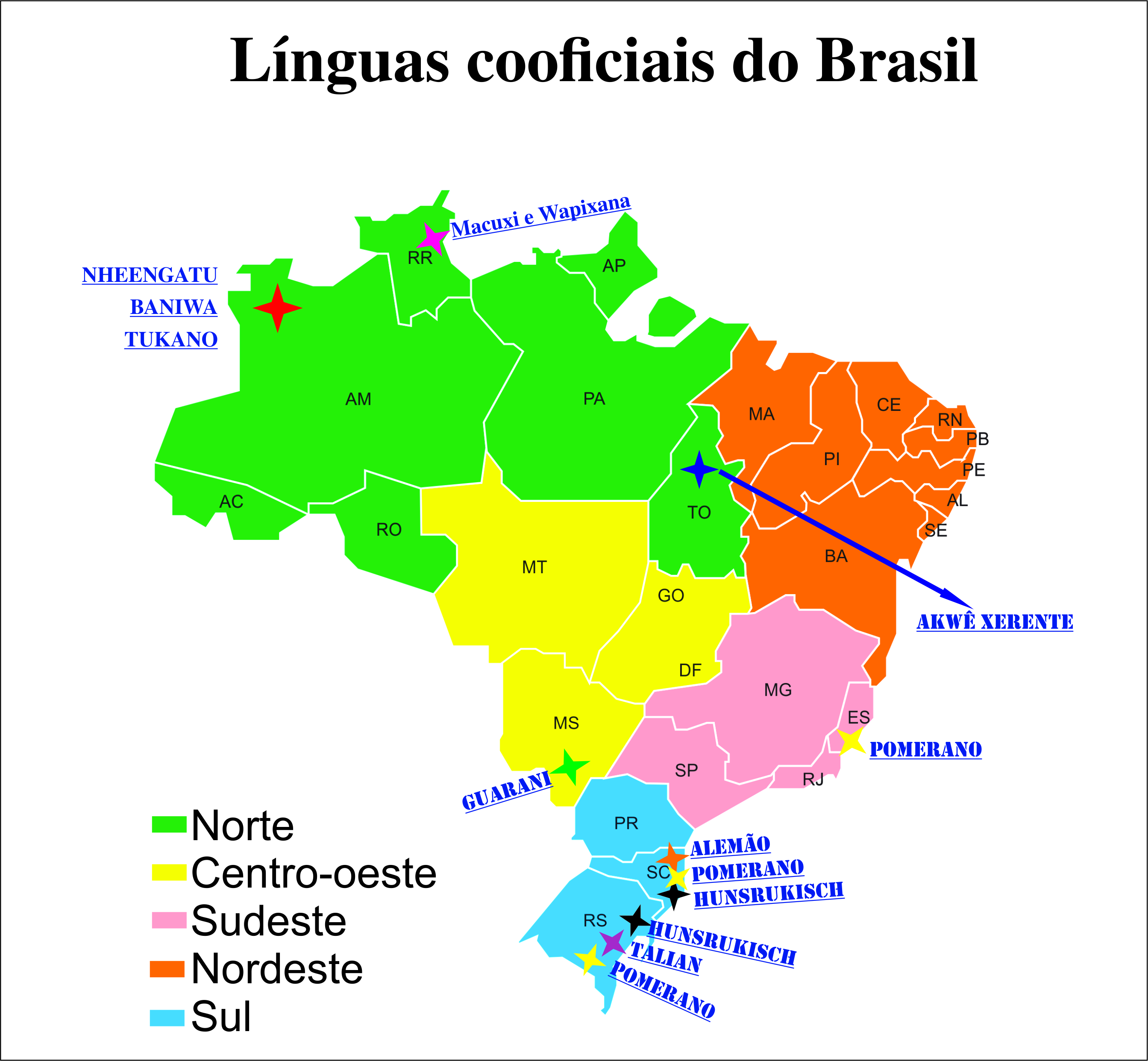
Langues co-officielles du Brésil

Les langues autochtones du Brésil sont les langues parlées par les peuples autochtones du Brésil. Selon l'IBGE, il existe 274 langues autochtones.

## Classification
Parmi les langues indigènes du Brésil, les troncs linguistiques avec le plus grand nombre de langues sont le tupi et le macro-jê. 
Il existe cependant des familles qui pourraient être identifiées comme liées à aucun de ces troncs. En outre, il y a certaines langues qui sont dans une catégorie non classées. Pourtant, il y a les langues qui sont divisés en différents dialectes, par exemple, par la langue parlée par les cricatis, rancocamecrãs, apaniecras, gens Apinajé, craós, gaviões do oeste et pucobié-hawks, qui sont tous les dialectes de la langue Timbira.  Il existe également une langue des signes indigène, la langue des signes Kaapor,,. 

## Situation
Au Brésil, il existe des stations de radio dans les langues autochtones,,,.  
Les langues des tribus indigènes brésiliennes sont parmi les plus menacées au monde selon une classification établie par la National Geographic Society et le Living Tongues Institute for Endangered Languages. Elles sont en train d'être remplacées par l'espagnol, le portugais et des langues indigènes plus fortes à la frontière brésilienne avec la Bolivie et le Paraguay, les Andes et la région du Chaco. Par exemple: moins de 20 personnes parlent ofaié, et moins de 50 peuvent s'exprimer en guató : les deux langues sont parlées dans le Mato Grosso do Sul, près du Paraguay et de la Bolivie. La zone est considérée comme "à haut risque" pour les langues menacées d'extinction. Dans une autre zone à risque encore plus grand - «sévère» - seulement 80 personnes connaissent le Uaioró, une langue indigène parlée près de la rivière Guaporé à Rondônia. 
Les scientifiques ont décrit cette partie du globe comme « l'une des plus critiques » pour les langues autochtones : elle est extrêmement diversifiée et mal documentée. Parmi les menaces figurent les langues régionales les plus fortes, telles que : le portugais en Amazonie brésilienne ; l'espagnol parlé en Bolivie ; et Quechua et Aymara dans les Andes boliviennes. 
En mai 2019, le député fédéral Dagoberto Nogueira a présenté un projet de loi visant à instituer la co-officialisation de la deuxième langue, d'origine autochtone, dans toutes les municipalités brésiliennes qui ont des communautés autochtones,,,. Le projet de loi a été approuvé par la Commission des droits de l'homme et des minorités de la Chambre des députés le 10 décembre 2019 ,,. 

## Municipalités brésiliennes ayant une langue co-officielle autochtone

### Amazone
- São Gabriel da Cachoeira (nheengatu, toucan et banian) [17],[18]

### Mato Grosso do Sul
- Tacuru (guarani) [19],[18]
- Paranhos (Guarani, en cours d'approbation) [20]

### Roraima
- Bonfim (macuxi et wapixana) [21],[22],[23]

### Tocantins
- Tocantínia (Akwê Xerente Language)[24],[25],[18]